# Dabolc
Dabolc település Romániában, Szatmár megyében.

## Fekvése
Halmitól északkeletre fekvő település.

## Története
Dabolc nevét 1323-ban említette először oklevél Dabouch néven.1348-ban Dabolch, 1431-ben Dabocz néven írták. 1431-ben Daboczi Nagy Jakab nevét említette egy oklevél. A 20. század elején Ugocsa vármegye Tiszántúli járásához tartozott. 1910-ben 498 lakosából 496 magyar volt. Ebből 22 római katolikus, 30 görögkatolikus, 439 református volt.

## Híres emberek
- Itt született 1863-ban Bodnár István író, újságíró, lapszerkesztő.
- Itt született 1887. november 21-én Kürthy Károly református lelkész, költő, író.